# 中等専業学校
中等専業学校（中専）とは、中華人民共和国の中等教育段階の学校の一種で、中学校卒業者を入学対象とし、学年の幅では普通科高校にあたる。高校とは違って、学科教育以外に、技術や実学の専門教育を中心に行うこと。日本の工業高校、商業高校などに似ている。中専を卒業後、大学専科（大専）へ進学するのが多い。大学入試を受け、四年制大学へ進学することも可能である。

似ている学校として職業高中（職高）がある。高校ではあるものの、進学ではなく、スキルを勉強し就職を目指すのが中心となる。

中専の前の段階として、中学校にあたる初専（初等専業学校）もあった。経済の発展とともに初専はほぼ見られなくなったが、中専はまだ中卒の進路の１つの主な選択肢として多数存在している。

## 参见
- 技校：中国において、技術を勉強する学校のこと